# James Cooley Fletcher
 James Cooley Fletcher (Indianápolis, Indiana, 1823 - 1901) foi um pastor e missionário presbiteriano estadunidense com intensa atuação em terras brasileiras.

## Biografia
Filho do banqueiro Calvin Fletcher, James Cooley Fletcher graduou-se na Universidade Brown, em Providence, Rhode Island, em 1846, e cursou dois anos de Teologia em Princeton, sendo provavelmente aluno de Charles Hodge. Seus estudos foram concluídos na Europa com o objetivo de aperfeiçoar seu domínio da língua francesa, visando um dia tornar-se missionário no Haiti.  Nesse período casou-se com uma filha de Henri Abraham César Malan, teólogo de Genebra. Retornou aos Estados Unidos em 1850, ano do nascimento de sua filha Julia Constance Fletcher.
Por algum motivo (talvez a simples oportunidade), o Haiti foi deixado de lado no ano seguinte, quando Fletcher embarcou para o Rio de Janeiro como agente da União Cristã Americana e Estrangeira e da Sociedade Americana dos Amigos dos Marinheiros em uma missão que durou até 1854. A União Cristã Americana trabalhava com a Sociedade Bíblica Americana (da qual Fletcher também foi agente) e com a Sociedade Americana de Panfletos (American Tract Society), que apoiou Fletcher mais tarde.
Entre 1855 e 1856 Fletcher esteve novamente no Brasil, desta vez como agente da União Americana de Escolas Dominicas, quando viajou quase cinco mil quilômetros Brasil adentro distribuindo Bíblias, um dos objetivos daquela organização.
As experiências e observações colhidas em suas viagens somadas às do pastor e missionário metodista Daniel Parish Kidder foram primeiramente publicadas com o título O Brasil e os Brasileiros – Esboço Histórico e Descritivo, uma apresentação pioneira do Brasil aos americanos em 1857, com pelo menos oito edições posteriores. Em 1862, a pedido do professor Louis Agassiz, Fletcher navegou três mil e duzentos quilômetros pelo Amazonas recolhendo espécimes para estudos dos peixes locais. O resultado desse trabalho foi a exploração de Agassiz em 1865.
Entre 1864 e 1865 Fletcher e o político liberal alagoano Aureliano Cândido Tavares Bastos estavam induzindo o governo brasileiro a estabelecer uma rota de navios a vapor entre o Rio de Janeiro e Nova Iorque, o que de fato conseguiram. Em 1868 e 1869 foi agente da American Tract Society.
Assim como as demais associações responsáveis pelas visitas de Fletcher ao Brasil, a ATS foi motivada por três fatores[carece de fontes?]: os Avivamentos religiosos, a rápida expansão norte-americana para o oeste e a desenfreada imigração para os nascentes Estados Unidos. O objetivo especificamente da ATS nesse momento era encontrar uma forma rápida e eficaz de evangelização especialmente para o oeste americano, daí o uso de panfletos e folhetos contendo informações resumidas e de fácil assimilação.
O trabalho com a ATS é a última viagem de Fletcher ao Brasil de que temos notícia. Após isso, encontramo-lo como cônsul na cidade do Porto, Portugal, entre 1869 e 1873 e missionário em Nápoles, Itália entre 1873 e 1877. Em 1877 retornou para sua cidade natal e ali fixou residência. Sua filha tornou-se moradora de Roma e ali desenvolveu uma prolífica carreira como escritora sob o pseudônimo de "George Fleming".
No Brasil, Fletcher tornou-se amigo de muitos membros da alta sociedade, entre eles vários letrados e políticos liberais. Frequentou a mansão imperial de Dom Pedro II, de quem tornou-se amigo também. Atuou como secretário interino da legação norte-americana no Rio de Janeiro, promoveu uma exposição industrial de produtos norte-americanos na mesma cidade e, através de seu livro, foi um propagandista dos valores protestantes e anglo-saxões como instrumentos para o progresso.